# City of Rockingham
Rockingham (City of Rockingham) - jednostka samorządu terytorialnego w stanie Australia Zachodnia, zaliczana do aglomeracji Perth i posiadająca status miasta (city).
Pierwszą wyodrębnioną na tym terenie jednostką samorządu Zarząd Dróg Rockingam, powołany do życia w 1897. W 1961 w wyniku reformy administracyjnej został on przekształcony w hrabstwo, które w 1988 uzyskało prawa miejskie. Władzę ustawodawczą sprawuje rada miasta złożona z 9 radnych, którzy wybierają spośród siebie burmistrza, stojącego na czele lokalnej administracji. 

## Miasta partnerskie
- Akō